# 바호디르 잘롤로프
바호디르 이소미디노비치 잘롤로프(우즈베크어: Bahodir Isomiddin O'g'li Jalolov 바호디르 이소미딘 오길리 잘롤로프, 러시아어: Баходи́р Исомиддинович Жалолов, 1992년 12월 11일~)는 우즈베키스탄의 권투 선수이다. 2016년과 2020년, 2024년 하계 올림픽에 우즈베키스탄 국가대표로 참가했으며 2020년과 2024년 올림픽 남자 슈퍼헤비급에서 금메달을 획득했다. 그는 남자 복싱 슈퍼헤비급에서 2연속 금메달을 획득한 최초의 선수이다. 또한 세계 선수권 대회에서 금메달 2개, 동메달 1개를 획득했고 아시안 게임 금메달 1개, 아시아 선수권 대회 금메달 3개를 획득했다.